# Hymenaea
Hymenaea – rodzaj drzew z rodziny bobowatych. Obejmuje co najmniej 14–16 gatunków występujących w tropikach Ameryki Południowej i Środkowej oraz w Afryce. Szybkoschnąca żywica tego gatunku zwana kopal (zarówno pozyskiwana z żywych i ściętych drzew, jak i z subfosylnych osadów) ma istotne znaczenie ekonomiczne. H. verrucosa jest źródłem kopalu wschodnioafrykańskiego, zaś H. courbaril dostarcza kopalu amerykańskiego.

## Rozmieszczenie geograficzne
Centrum zróżnicowania rodzaju jest Amazonia i Mata Atlântica, gdzie rośnie co najmniej 6 gatunków, 5 gatunków występuje w suchych lasach i zaroślach północno-wschodniej i południowo-wschodniej Brazylii, przy czym jeden z nich sięga po Paragwaj i Argentynę na południu. Jeden gatunek jest szeroko rozprzestrzeniony w tropikach Ameryki Południowej i Środkowej, sięgając po Meksyk i Karaiby na północy, jeden gatunek jest endemitem Kuby. Jeden gatunek (H. verrucosa) rośnie na wybrzeżach wschodniej Afryki, na Madagaskarze i Maskarenach.
Szerzej rozprzestrzenione w tropikalnej Azji zostały gatunki o znaczeniu ekonomicznym – H. verrucosa i H. courbaril.

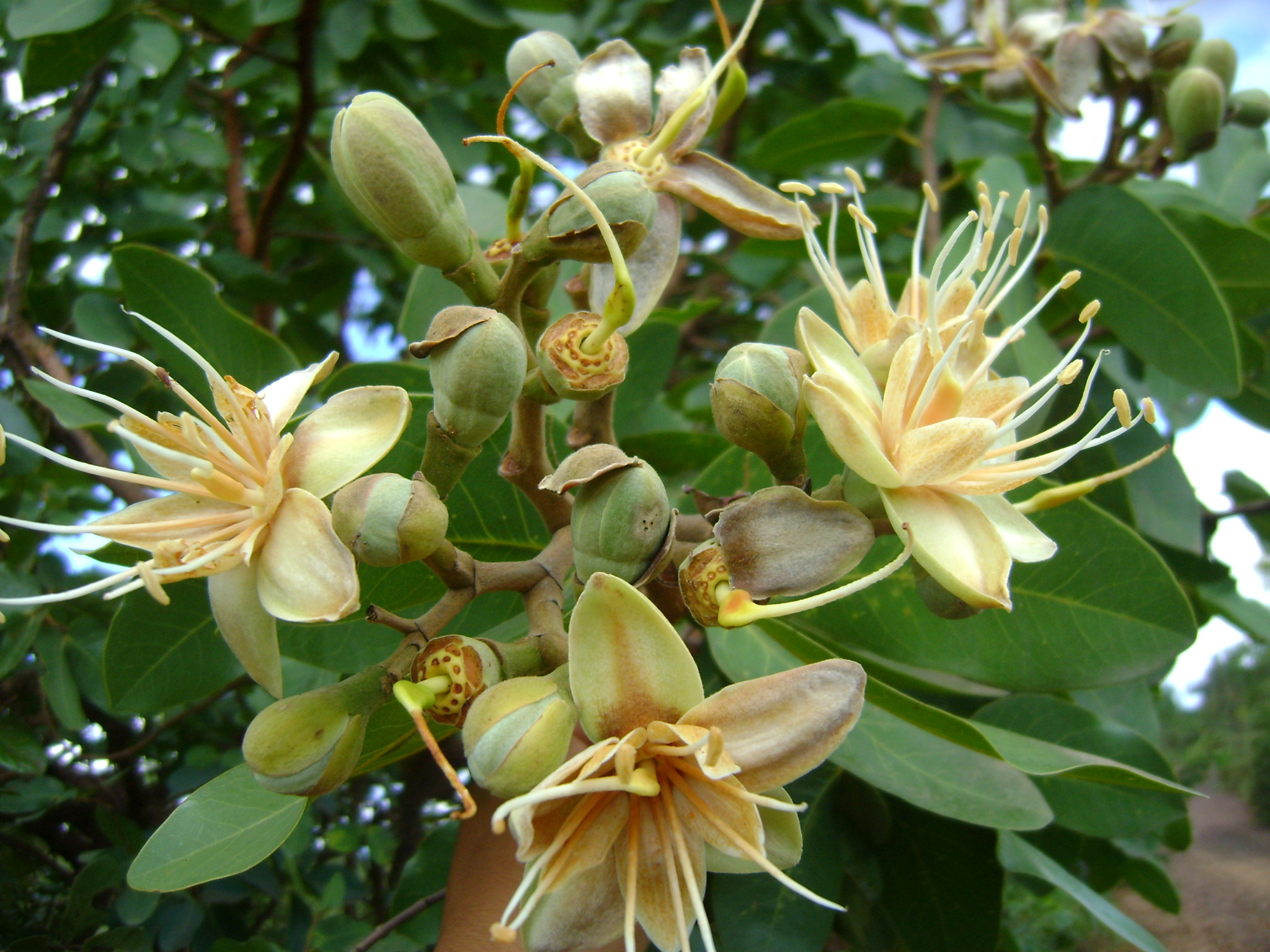
Kwiaty H. stigonocarpa

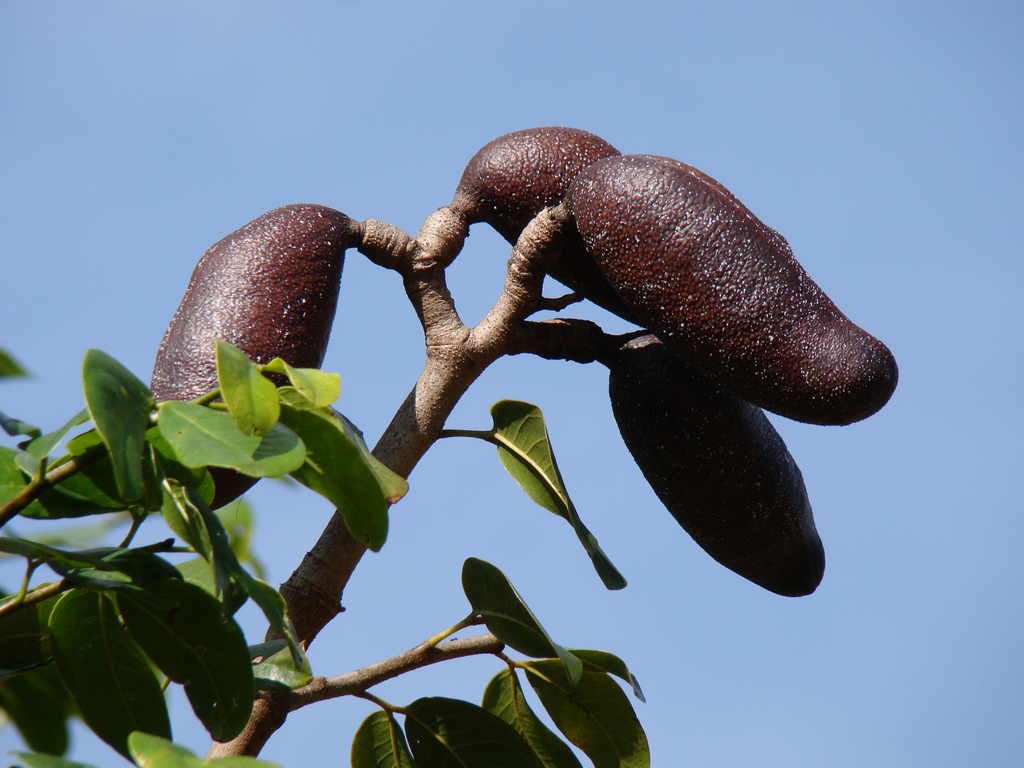
Owoce H. courbaril

## Morfologia
PokrójDrzewa i krzewy.
LiścieSkładają się z pary skórzastych, całobrzegich listków, nierzadko gruczołowato punktowanych, osadzonych na krótkim ogonku lub niemal siedzących. U nasady liścia szybko odpadające przylistki.
KwiatyZebrane w szczytowe grona i baldachogrona. Przysadki i podsadki jajowate lub okrągławe, szybko odpadające. Kielich rurkowaty, zrośnięty w części dolnej, w górnej rozszerzający się dzwonkowato lub lejkowato i tu z czterema skórzastymi działkami. Płatki korony białe w liczbie trzech lub pięciu. Mają takie same rozmiary, z wyjątkiem części gatunków, u których dwa dolne płatki są wyraźnie mniejsze. Czasem też u nasady płatki zwężone są w paznokieć. Pręcików jest 10, wszystkie są płodne, wolne, o nitkach nagich lub owłosionych u nasady. Słupek nitkowaty z drobnym szczytowym znamieniem.
OwoceStrąk owalny lub jajowaty. Owocnia gruba i skórzasta, czasem drewniejąca, szorstka. Nasiona nieliczne, o różnych rozmiarach.

## Systematyka
Pozycja systematyczna
Rodzaj z plemienia Detarieae z podrodziny Detarioideae w obrębie bobowatych Fabaceae. Dawniej wraz z plemieniem zaliczany do brezylkowych Caesalpinioideae. Taksonem siostrzanym jest najprawdopodobniej rodzaj Guibourtia. Kopalny gatunek z Dominikany – H. protera Poinar – uznawany jest za takson siostrzany dla wschodnioafrykańskiego H. verrucosa.
Wykaz gatunków
- Hymenaea aurea Lee & Langenh.
- Hymenaea courbaril L.
- Hymenaea eriogyne Benth.
- Hymenaea intermedia Ducke1
- Hymenaea maranhensis Lee & Langenh.
- Hymenaea martiana Hayne
- Hymenaea oblongifolia Huber
- Hymenaea parvifolia Huber
- Hymenaea reticulata Ducke
- Hymenaea rubriflora Ducke
- Hymenaea sagittipetala Rizzini
- Hymenaea stigonocarpa Hayne
- Hymenaea torrei Leon
- Hymenaea travassii L.E.Paes
- Hymenaea velutina Ducke
- Hymenaea verrucosa Gaertn.

## Zastosowanie
Szybko twardniejąca żywica przypomina po zaschnięciu bursztyn. Źródłem żywicy jest głównie H. verrucosa (kapal wschodnioafrykański, tzw. „Zanzibar”) i H. courbaril (kopal amerykański). Z żywic tych wyrabia się lakiery, pokosty, linoleum, impregnuje się kable. Stosowane są one do kadzideł, do klejenia oraz w medycynie tradycyjnej. Drzewa z tego rodzaju dostarczają także jadalnych owoców, cenionego drewna (algarrobo, jatoba, courbaril, guapinol) stosowanego do wyrobu wysokiej jakości mebli, instrumentów, jachtów i jako surowiec konstrukcyjny. Niektóre gatunki uprawiane są jako rośliny ozdobne.